# Diplochaetus desertus
Diplochaetus desertus är en skalbaggsart som beskrevs av Vandyke. Diplochaetus desertus ingår i släktet Diplochaetus och familjen jordlöpare. Inga underarter finns listade i Catalogue of Life.